# 2018년 동계 올림픽 스켈레톤 여자
2018년 동계 올림픽의 여자 스켈레톤은 대한민국 평창군 알펜시아 슬라이딩 센터에서 2018년 2월 16일부터 17일까지 진행되었다.

## 예선
올림픽 본경기에 앞서 출전권을 따내기 위한 예선이 진행됐다. 2018년 1월 14일 기준의 종합순위 (4개 투어 대회 결과를 합산)에 따라 총 20명의 선수가 출전권을 획득하였다. 그 중에서 상위 2개국은 총 세 명의 선수를, 그다음 4개국은 두 명의 선수를, 그다음 6개국은 한 명의 선수를 출전시킬 수 있다. 이로써 최대 출전쿼터를 확보한 국가 출신 선수 중 출전권이 주어지지 못한 나머지 선수들은 제하는 조건에서, 상위 45위까지의 선수들이 올림픽에 출전할 수 있다. 한편 대륙별 출전쿼터도 시행되는데 아프리카 대표로 나이지리아가, 오세아니아 대표로 오스트레일리아가 출전하였으며 대한민국은 개최국 지위로 출전권을 확보하였다.
올림픽에 참가하는 선수들은 2016/17 시즌이나 2017/18 시즌에 열린 총 세 번의 대회에서 다섯 번의 레이스를 펼쳤어야 출전자격을 갖추게 된다.

## 결과
2월 16일에 1-2차 시도가 진행됐고, 2월 17일에 3-4차 시도를 진행한 뒤 종합기록으로 순위를 가릴 예정이다.
| 순위 | 순번 | 선수                   | 국가           | 1차기록  | 1차순위 | 2차기록 | 2차순위 | 3차기록 | 3차순위 | 4차기록  | 4차순위 | 총합    | 비고  |
| ---- | ---- | ---------------------- | -------------- | -------- | ------- | ------- | ------- | ------- | ------- | -------- | ------- | ------- | ----- |
| 1    | 14   | 리지 야놀드            | 영국           | 51.66 TR | 1       | 52.30   | 9       | 51.86   | 2       | 51.46 TR | 1       | 3:27.28 | –     |
| 2    | 7    | 야클린 뢸링            | 독일           | 51.74    | 2       | 52.12   | 4       | 52.04   | 7       | 51.83    | 3       | 3:27.73 | +0.45 |
| 3    | 10   | 로라 디스              | 영국           | 52.00    | 6       | 52.03   | 2       | 51.96   | 5       | 51.91    | 5       | 3:27.90 | +0.62 |
| 4    | 9    | 야닌 플로크            | 오스트리아     | 51.81    | 3       | 52.07   | 3       | 51.92   | 4       | 52.12    | 10      | 3:27.92 | +0.64 |
| 5    | 6    | 티나 헤르만            | 독일           | 51.98    | 4       | 52.31   | 10      | 51.83   | 1       | 51.86    | 4       | 3:27.98 | +0.70 |
| 6    | 8    | 안나 페른슈테트        | 독일           | 51.99    | 5       | 52.17   | 5       | 51.88   | 3       | 52.00    | 6       | 3:28.04 | +0.76 |
| 7    | 13   | 렐데 프리에둘레나      | 라트비아       | 52.14    | 7       | 52.17   | 5       | 52.09   | 9       | 52.09    | 8       | 3:28.49 | +1.21 |
| 8    | 17   | 킴벌리 보스            | 네덜란드       | 52.33    | 8       | 52.26   | 7       | 51.99   | 6       | 52.01    | 7       | 3:28.59 | +1.31 |
| 9    | 4    | 엘리자베스 배티        | 캐나다         | 52.45    | 12      | 52.01   | 1       | 52.37   | 14      | 51.82    | 2       | 3:28.65 | +1.37 |
| 10   | 5    | 제인 섀널              | 캐나다         | 52.42    | 11      | 52.28   | 8       | 52.28   | 10      | 52.09    | 8       | 3:29.07 | +1.79 |
| 11   | 16   | 마리나 질라르도니      | 스위스         | 52.34    | 10      | 52.35   | 12      | 52.28   | 10      | 52.46    | 13      | 3:29.43 | +2.15 |
| 12   | 11   | 미렐라 라네바          | 캐나다         | 52.48    | 14      | 52.33   | 11      | 52.06   | 8       | 52.65    | 15      | 3:29.52 | +2.24 |
| 13   | 12   | 케이티 얼랜더          | 미국           | 52.33    | 8       | 52.40   | 13      | 52.33   | 12      | 52.55    | 14      | 3:29.61 | +2.33 |
| 14   | 15   | 킴 멜르망              | 벨기에         | 52.56    | 16      | 52.54   | 14      | 52.34   | 13      | 52.26    | 11      | 3:29.70 | +2.42 |
| 15   | 2    | 정소피아               | 대한민국       | 52.47    | 13      | 52.67   | 15      | 52.47   | 15      | 52.28    | 12      | 3:29.89 | +2.61 |
| 16   | 19   | 재키 내러콧            | 오스트레일리아 | 52.53    | 15      | 52.76   | 16      | 52.62   | 17      | 52.82    | 17      | 3:30.73 | +3.45 |
| 17   | 18   | 켄델 워센버그          | 미국           | 52.77    | 17      | 52.96   | 17      | 52.54   | 16      | 52.65    | 15      | 3:30.92 | +3.64 |
| 18   | 1    | 마리아 마리넬라 마질루 | 루마니아       | 53.31    | 18      | 53.47   | 19      | 53.48   | 18      | 53.66    | 19      | 3:33.92 | +6.64 |
| 19   | 3    | 오구치 다카오          | 일본           | 53.82    | 19      | 53.41   | 18      | 53.62   | 19      | 53.11    | 18      | 3:33.96 | +6.68 |
| 20   | 20   | 시미델 아데아보        | 나이지리아     | 54.19    | 20      | 54.58   | 20      | 53.73   | 20      | 54.28    | 20      | 3:36.78 | +9.50 |

TR – 트랙 신기록